# Christian Gottlob Hubert
Christian Gottlob Hubert (Fraustadt (aujourd'hui Wschowa), 3 mai 1714 – Ansbach, 16 février 1793) est un facteur d'instruments allemand d'origine polonaise. Il a été actif en particulier dans la principauté de Brandebourg-Bayreuth et à Ansbach en Bavière. Il est le plus connu des facteurs de clavicordes de son temps.

## Biographie

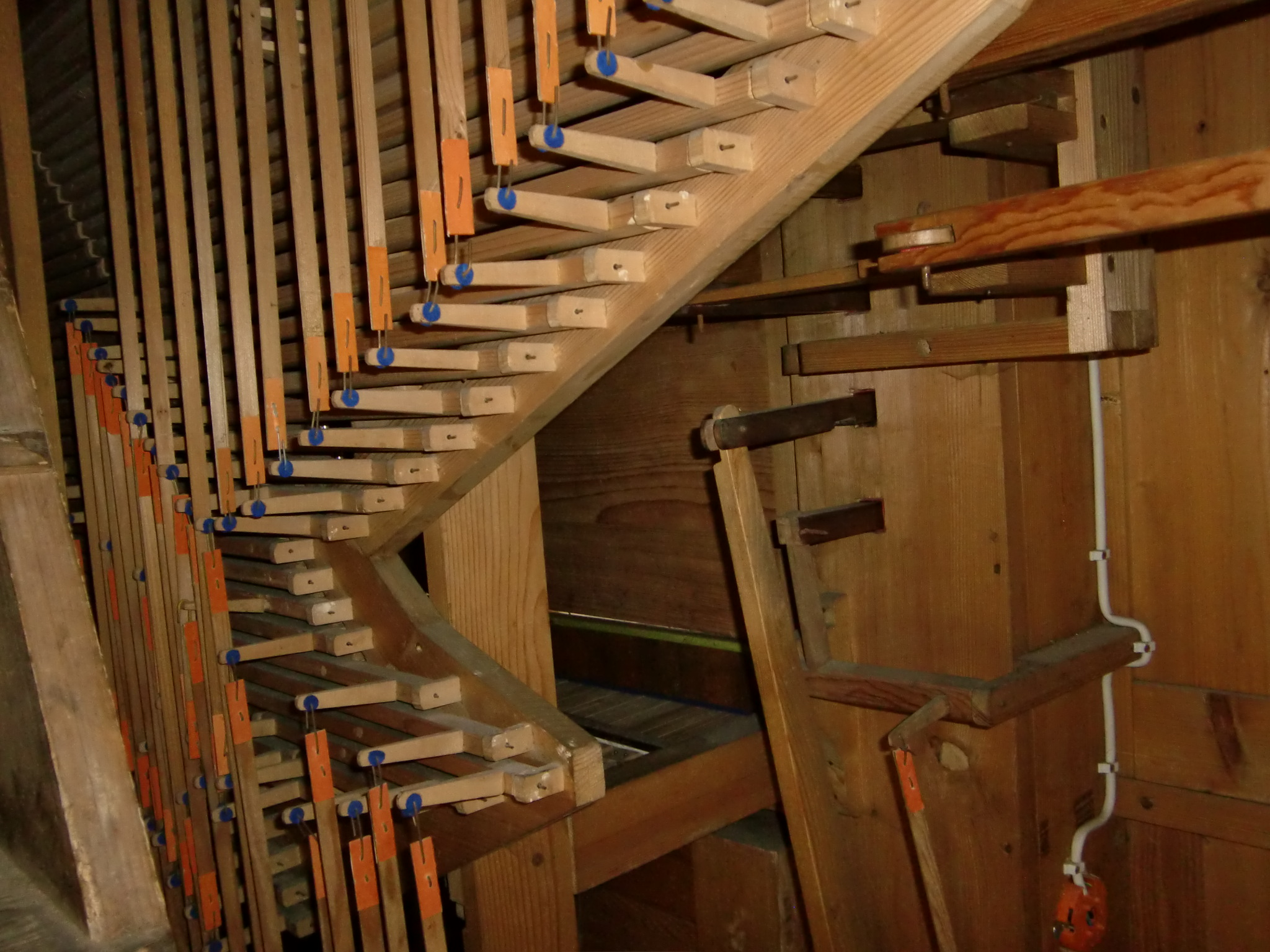
Détail de la mécanique intérieures de l'orgue Hubert de l'église du village de Tröbersdorf (Eckersdorf) à Bayreuth.

Sur la formation de Christian Gottlob Hubert, second fils d'un boulanger, Christian Hubert, rien n'est connu. Le musicologue Franz Krautwurst estime, sur la base de l'étude des instruments Hubert, qu'on ne peut exclure que le facteur d'instruments saxon Gottfried Silbermann soit le modèle (et professeur) des travaux d'Hubert.
Selon Franz Krautwurst, Hubert vient en principauté de Bayreuth en 1740 et vers 1760 environ, il acquiert le titre de facteur d'orgue et d'instruments de la cour. Sa relation avec les margraves Friedrich et Wilhelmine  avant 1760, en l'absence de documents, n'est pas établie. Une liste de décembre 1758 de Wilhelmine après sa mort contient une collection de onze clavecins les instruments se trouvant à Berlin, Leipzig, Nuremberg et Dresde et notamment un petit clavecin avec 2 registres de Hubert, et un autre instrument Hubert, sans plus de description. La plus ancienne trace écrite de Hubert dans la ville est la date de son mariage à Bayreuth figurant dans le registre d'église le 7 février 1748. La même année, il construit l'orgue de la Spitalkirche de Bayreuth. Au XIXe siècle, il a été déplacé à l'église du cimetière de Bayreuth, et joué jusqu'en 1930. Il existe aujourd'hui des restes de l'orgue à Tröbersdorf près de Bayreuth. 
En 1749, après avoir terminé une compétition avec deux facteurs d'orgues de brandebourg – les deux, élèves de Gottfried Silbermann –  Hubert construit dès lors, principalement, de petits instruments à clavier. Après la mort du dernier margrave de Bayreuth en 1768, il s'installe avec l'Orchestre de la cour de Bayreuth à Ansbach, où il travaille jusqu'à un âge avancé. Son orgue, créé en 1780/1781, est connu à la Maison de prière Catholique (Katholischen Bethaus) à Ansbach. Ses nombreuses productions de claviers issues d'Ansbach, clavicorde, clavecin et piano-forte, sont connues partout dans le monde.
Son assistant depuis 1789, Johann Wilhelm Hoffmann (1764–1809), reprend l'entreprise d'Hubert après sa mort.

## Instruments
Plusieurs instruments Hubert ont été détruits pendant la guerre. La plupart de ses instruments proviennent de la période d'Ansbach.
- Le plus ancien clavicorde de la période de Bayreuth, datée de 1756 est conservé au Musée historique de Bayreuth.
- Dans la succession de Wilhelmines se trouvaient 11 clavecins, dont deux de Hubert, aujourd'hui disparus.
- Une épinette de 1785, à l'origine dans la  collection Heyer[4], passé à la collection Rück de Nuremberg[5], est conservé aujourd'hui au Musée national Germanique de Nuremberg.
- Dans la collection Rück sont aussi conservé un piano (Tafelklavier), de Hubert, ainsi que l'un de ses Querflügel deux pianos carrés.
- Dans une collection privée à Erlangen, se trouvait un piano-forte de 1776.
- D'autres Instruments[6] sont en possession ou étaient en possession des collections Neupert Bamberg, au Musée historique de Bâle, à l'Institut de musicologie de Berlin, au Musée Goethe de Francfort, à la maison Haendel de Halle, au Musée allemand de Munich, au Musée d'histoire de l'art de Vienne, à l'Université de Fribourg et à Wurzbourg.
- En outre, les Instruments de Hubert se trouvent également à New York, Édimbourg et Liverpool.

## Enregistrements
- Le clavicorde Hubert du musée de la ville de Bayreuth. Œuvres de Carl Philipp Emanuel Bach, Jean-Sébastien Bach, Johann Caspar Ferdinand Fischer et Wolfgang Amadeus Mozart. Clavicorde de Christian Gottlob Hubert, Ansbach, 1756. (1995, Concerto, Bayreuth)[7].

La copie d'un clavicorde d'Hubert de 1772, est joué par Marcia Hadjimarkos dans plusieurs de ses disques.